# شهرستان پرژیبرام
ناحیهٔ پریبرام (به لاتین: Příbram District) یک ناحیه در جمهوری چک است که در منطقه بوهمی مرکزی واقع شده‌است. ناحیهٔ پریبرام ۱٬۶۹۲٫۰۵ کیلومتر مربع مساحت و ۱۱۰٬۳۳۳ نفر جمعیت دارد.